# Зокора, Дидье
Дидье́ Зокора́ (фр. Didier Zokora; род. 14 декабря 1980[…], Абиджан) — ивуарийский футболист, выступавший на позиции полузащитника. Рекордсмен национальной сборной Кот-д’Ивуара по количеству проведённых в её составе матчей.

## Биография
Зокора начал свою карьеру в Кот-д’Ивуаре в академии «АСЕК Мимозас». В 2000 году он переехал за границу, чтобы играть за бельгийскую команду «Генк» и победил в чемпионате Бельгии сезона 2001/02, где Сеф Вергоссенн был тренером, а Весли Сонк — лучшим бомбардиром. Летом 2004 года он отправился играть за «Сент-Этьен» во Франции.
«Тоттенхэм» купил Зокора за 8,2 млн евро летом 2006 года. В результате его игры на Кубке мира за Кот-д’Ивуар Зокору хотели заполучить «Челси», «Манчестер Юнайтед» и «Арсенал», но он отклонил их предложения.

## Достижения
Генк
- Чемпион Бельгии: 2001/02

Тоттенхэм Хотспур
- Обладатель Кубка Английской лиги: 2008

Севилья
- Обладатель Кубка Испании: 2010

Сборная Кот-д’Ивуара
- Вице-чемпион Кубка Африканских наций (2): 2006, 2012